# John Francis Wade
John Francis Wade (1711 – 16 augustus 1786) was een Engels katholiek hymnedichter en aanhanger van het Jakobitisme. Hij was de schrijver en componist van het uit 1743 stammende kerstlied Adeste fideles dat later is vertaald naar Komt allen tezamen en zoals het tegenwoordig bekend is. Het lied is vermoedelijk echter gebaseerd op een lied van Portuguese oorsprong gecomponeerd door koning Johan IV van Portugal.

## Levensloop

### Vroege leven
De geboorteplaats van Wade is onbekend, evenals zijn exacte geboortedatum. Hij werd geboren in 1711 in Engeland of in Douai. Douai is een stad in het hedendaagse Frankrijk maar behoorde toentertijd tot de Spaanse Nederlanden onder het gezag van Filips II van Spanje, behorende tot het Huis Habsburg. Wade studeerde bij de Engelse Dominicanessen in Bornem, in het hedendaagse België. Rond 1737 woonde hij in Londen, waar hij actief was als hymnedichter.

### Vlucht uit het Verenigd Koninkrijk
Wade is gevlucht vanuit Engeland naar Frankrijk na de mislukte Jakobitische opstand van 1745 waarbij men trachtte het rooms-katholieke Huis Stuart weer op de Britse troon te krijgen. De opstand eindigde in de Slag bij Culloden en hierna waren de jakobieten hun leven niet meer zeker en moesten vluchten naar het vasteland. Sedert die slag leefde Wade in ballingschap samen met andere katholieke Britten in Frankrijk, alwaar hij muziek doceerde en werkte aan kerkmuziek.

## Jakobitisch symbolisme
Bennett Zon, hoogleraar musicologie aan de muziekfaculteit van de Universiteit van Durham, heeft opgemerkt dat Wades liturgische boeken veelal waren gedecoreerd met Jakobitische bloemmotieven. Zon stelde eveneens dat Wades teksten verborgen Jakobitische boodschappen herbergen. Het, tegenwoordig, bekendste lied Adeste Fideles zou een ode zijn aan Karel Eduard Stuart, zoon van Jacobus II van Engeland, en troonpretendent van de Britse troon nadat zijn vader werd afgezet ten voordele van de protestantse Willem III van Oranje, het lied zit vol met geheime verwijzingen herkenbaar voor "gelovigen", de aanhangers van Karel Eduard Stuart.
- Bibsys: 1097326
- Biblioteca Nacional de España: XX4724279
- Bibliothèque nationale de France: cb13946229p (data)
- CiNii: DA13700559
- Gemeinsame Normdatei: 134985435
- International Standard Name Identifier: 0000 0001 0917 8284
- Library of Congress Control Number: n82017431
- Nationale Bibliotheek van Letland: 000069723
- MusicBrainz: 997ccbe8-1820-4ee8-851f-a62ab571e226
- Nationale Bibliotheek van Tsjechië: xx0001861
- Nationale bibliotheek van Australië: 57174223
- Nationale en Universitaire bibliotheek Zagreb: 000134115
- Istituto Centrale per il Catalogo Unico: DDSV105755
- SNAC: w6m63531
- Système universitaire de documentation: 172149444
- Virtual International Authority File: 6145970031332250618